# Fortifications de Québec
Les fortifications de Québec sont un système de fortifications qui furent érigées dans la ville de Québec sous les régimes coloniaux français et anglais. Il a été désigné lieu historique national du Canada en 1948.

## Description

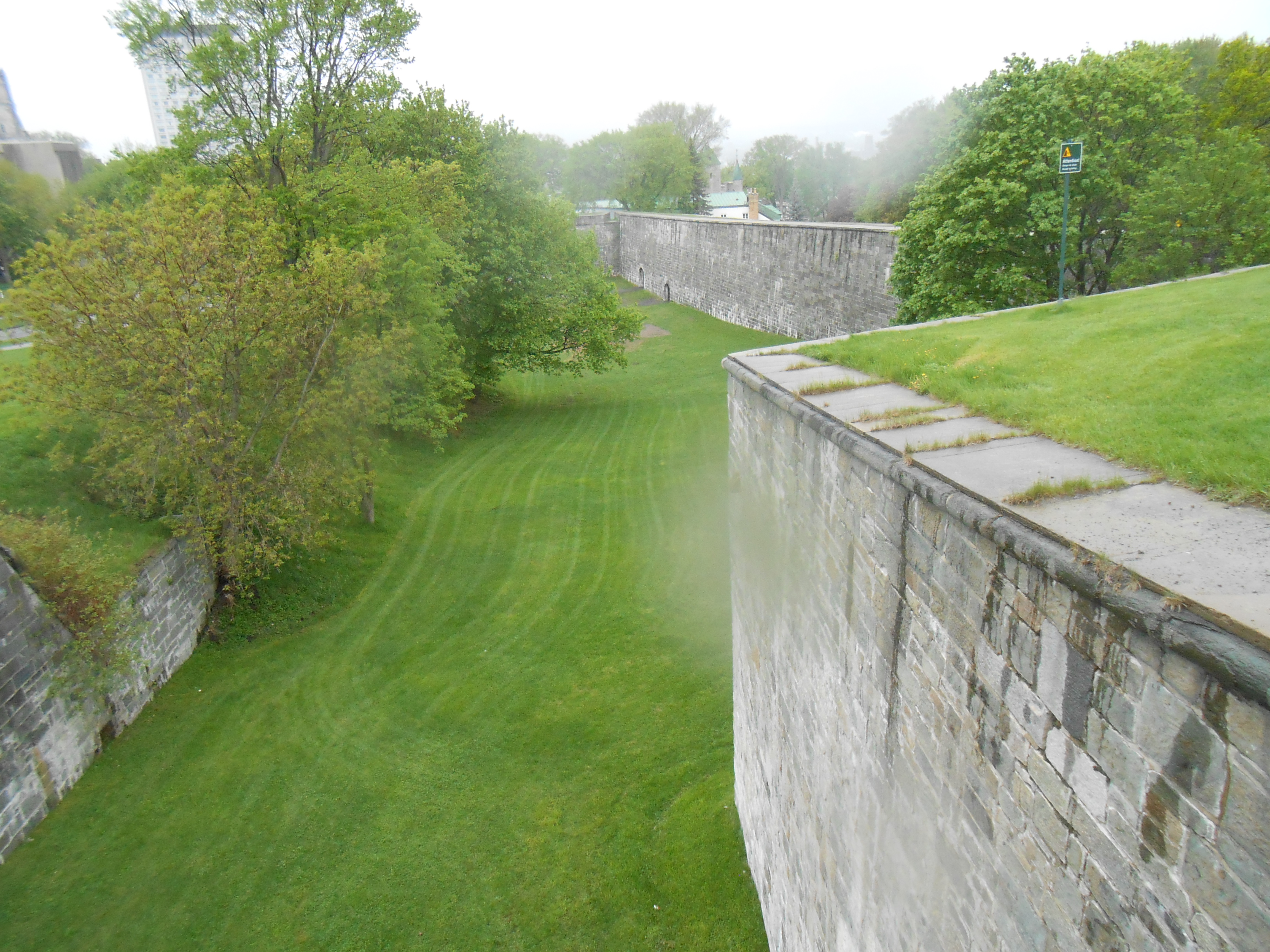
Vue des fortifications près de la citadelle de Québec.

Cet ensemble est composé de remparts, ou murs, long de 4,6 km et ceignant presque entièrement la haute-ville du Vieux-Québec à l'extrémité est de la colline de Québec. Outre des fortifications à proprement parler et de leurs quatre portes, le lieu historique national actuel est composé de bâtiments et espaces militaires aménagés entre 1608 et 1871 et destinés à la défense de la ville. Cela inclut principalement la Citadelle de Québec, les trois tours Martello, le Cercle de la Garnison, mais aussi les Forts de Lévis sur la rive sud. Il regroupe également d'autres bâtiments éparpillés, tels que le parc et les casernes de l’Artillerie, et la poudrière de l’Esplanade.

## Histoire

### 1690:1refortification
L'attaque, repoussée en 1690, de l'amiral Phips et de sa flotte de Nouvelle-Angleterre fait craindre un siège à l'européenne de la ville de Québec. Une première enceinte temporaire est alors construite en 1690, à la demande de Louis de Buade, comte de Frontenac. La Batterie royale est érigée sur le bord du fleuve Saint-Laurent.

### 1693:2efortification
Dès 1693, une nouvelle enceinte suivant les plans de Josué Dubois Berthelot de Beaucours est construite pour remplacer l'ancienne fortification temporaire. L'enceinte consiste en une palissade munie de bastions à orillons. 
À partir des années 1700, la métropole commence à prendre au sérieux la défense de Québec. C'est ainsi qu'en 1701, un plan des fortifications est développé par l'ingénieur français Jacques Levasseur de Néré et est approuvé par le commissaire général des fortifications de Louis XIV. Entre 1701 et 1720, la ville de Québec est un immense chantier. Comme le travail effectué découle de plusieurs projets différents, le résultat n'est pas convaincant : il s'agit d'une multitude de fortifications isolées, incomplètes et inadéquates. La métropole refuse alors, en 1721, d'exécuter les travaux défensifs de Québec, jugés moins importants que ceux de Montréal et de Louisbourg.

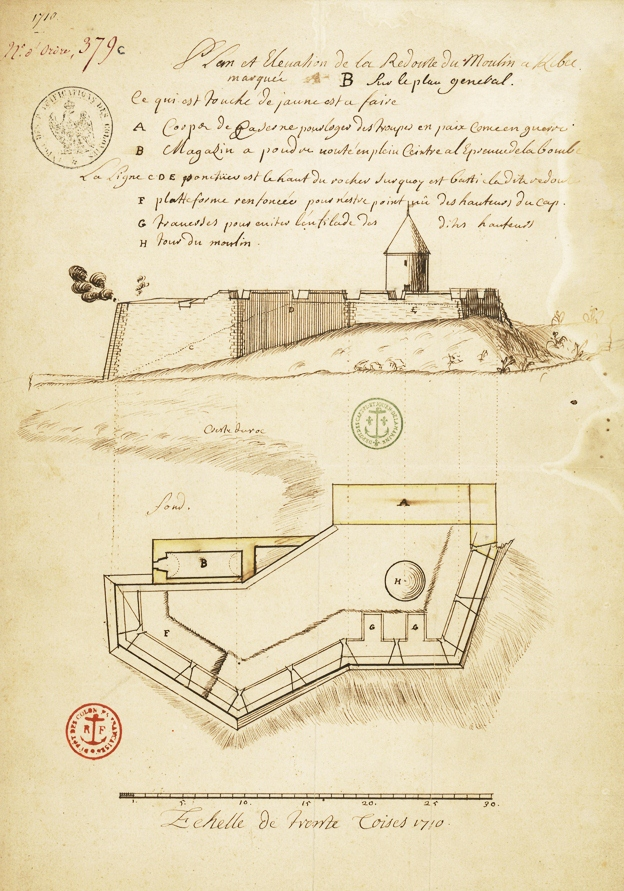
Redoute du moulin
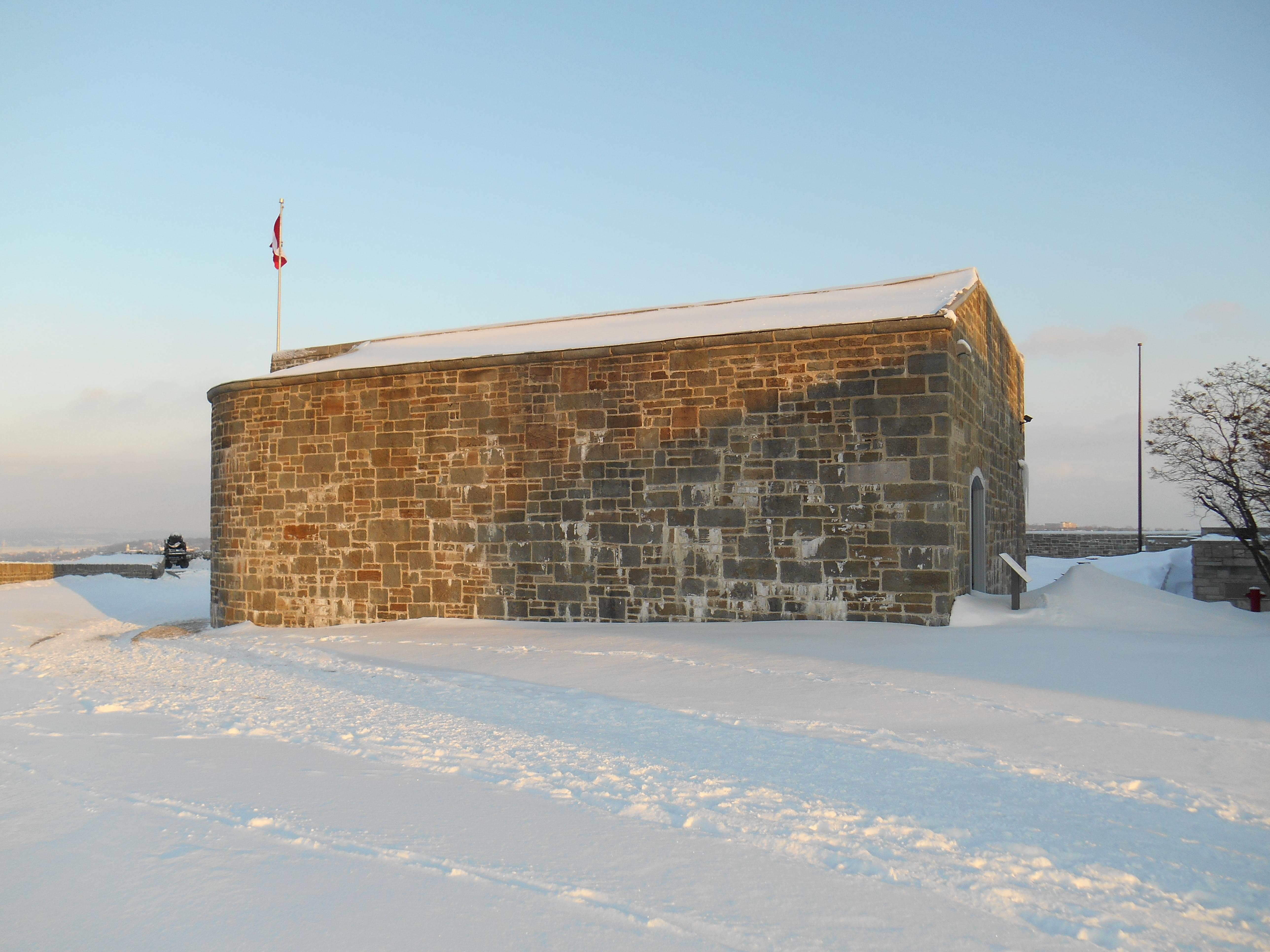
Redoute du cap Diamant
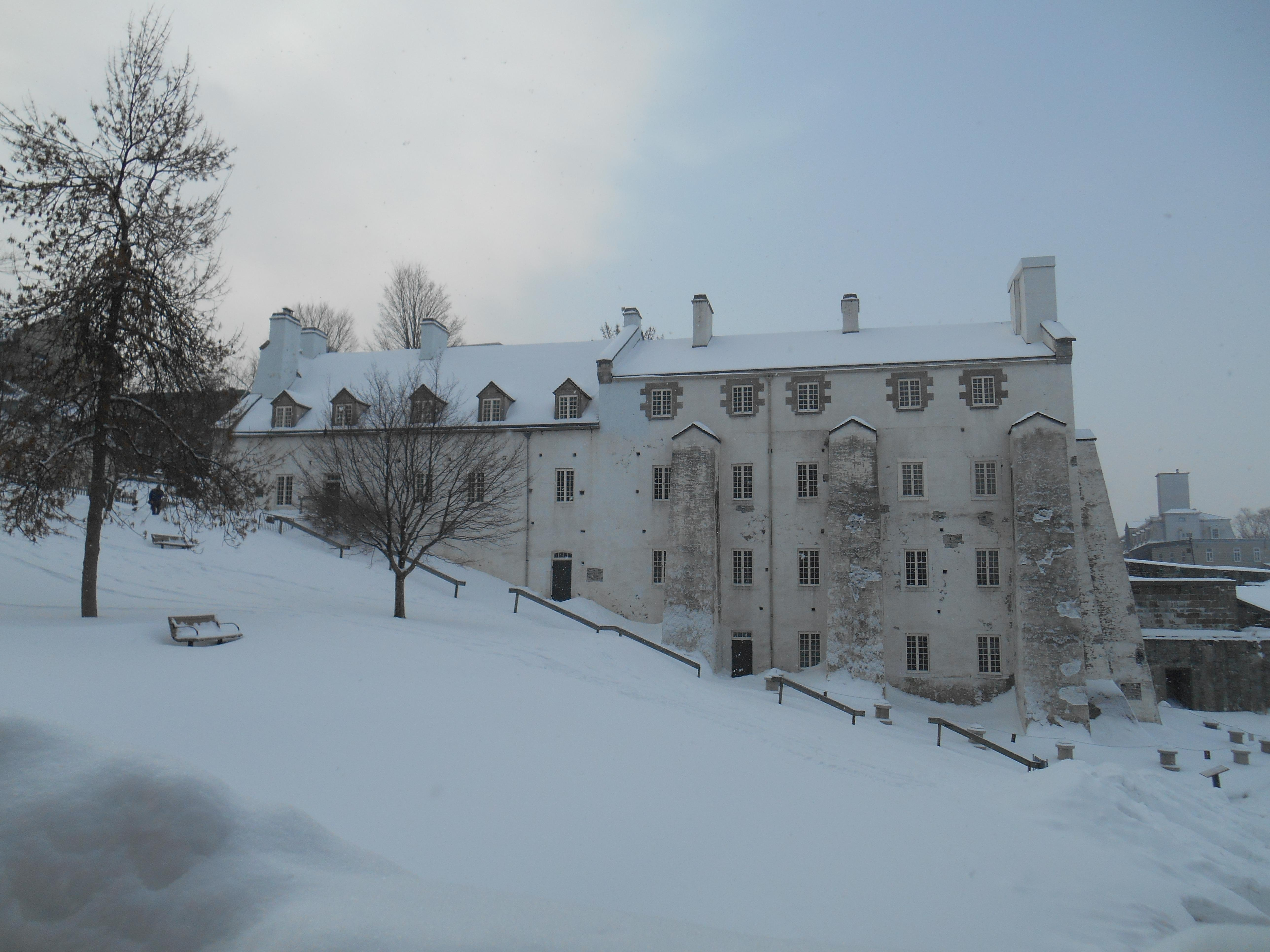
Redoute Dauphine

### 1745:3efortification
Ce n'est qu'en 1745, dans la panique suivant la capitulation de Louisbourg que le gouverneur Beauharnois autorise l'érection d'une enceinte entièrement recouverte de maçonnerie, sous la direction de l'ingénieur militaire Gaspard-Joseph Chaussegros de Léry. La ville est alors fermée complètement du côté ouest. 

### 1786: Réparation et nouvelles structures
À la suite de la conquête de Québec, les Britanniques reconnaissent la valeur stratégique des défenses militaires de Québec. Entre 1786 et 1812, Gother Mann, le commandant des ingénieurs royaux du Canada (1785-1804), ainsi que ses successeurs procèdent à la réparation et à la construction de nouvelles structures. On construit un mur de maçonnerie qui domine dès lors la falaise, on termine d'enfermer la Haute-Ville sur tout son pourtour, on rajoute également à l'enceinte de Chaussegros de Léry un ravelin, des contre-gardes et des tenailles.

### 1812:Tours Martello

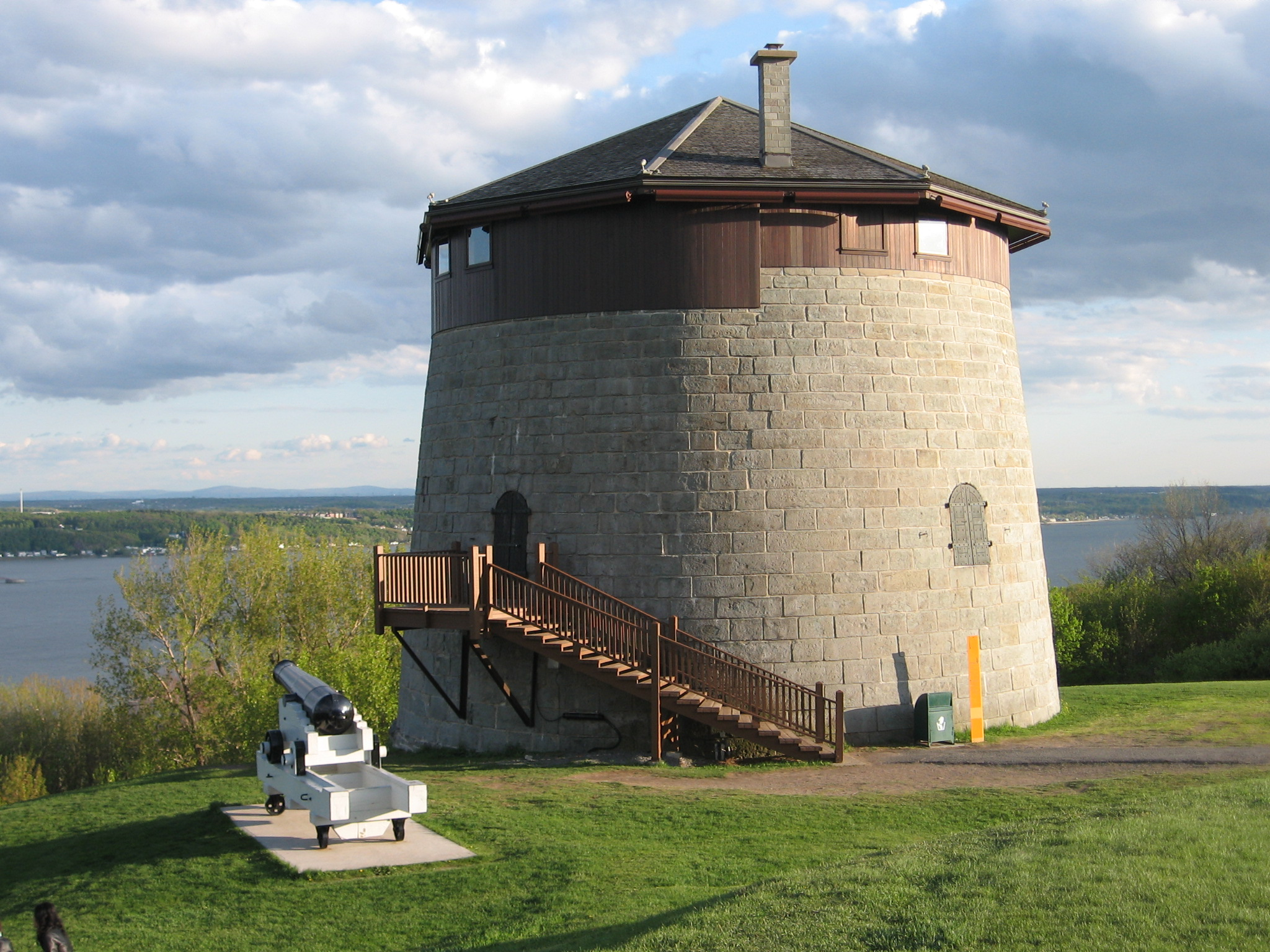
Tour Martello no 1

Au début du XIXe siècle, les Britanniques craignaient que les Américains, à la suite de l'obtention de leur indépendance (1776), ne tentent d'annexer le Canada à leur territoire. Devant cette menace, Gother Mann, préconise la construction de tours à Québec pour empêcher l'envahisseur de s'approcher des fortifications existantes. Ralph-Henry de Bruyères, successeur de Gother Mann, entreprend la construction de quatre tours à l'été de 1808. James Henry Craig, alors gouverneur de la colonie, fait exécuter les travaux sans l'autorisation de Londres qu'il met devant le fait accompli. En 1812, les tours sont terminées, prêtes à servir.

### 1820:Citadelle de Québec

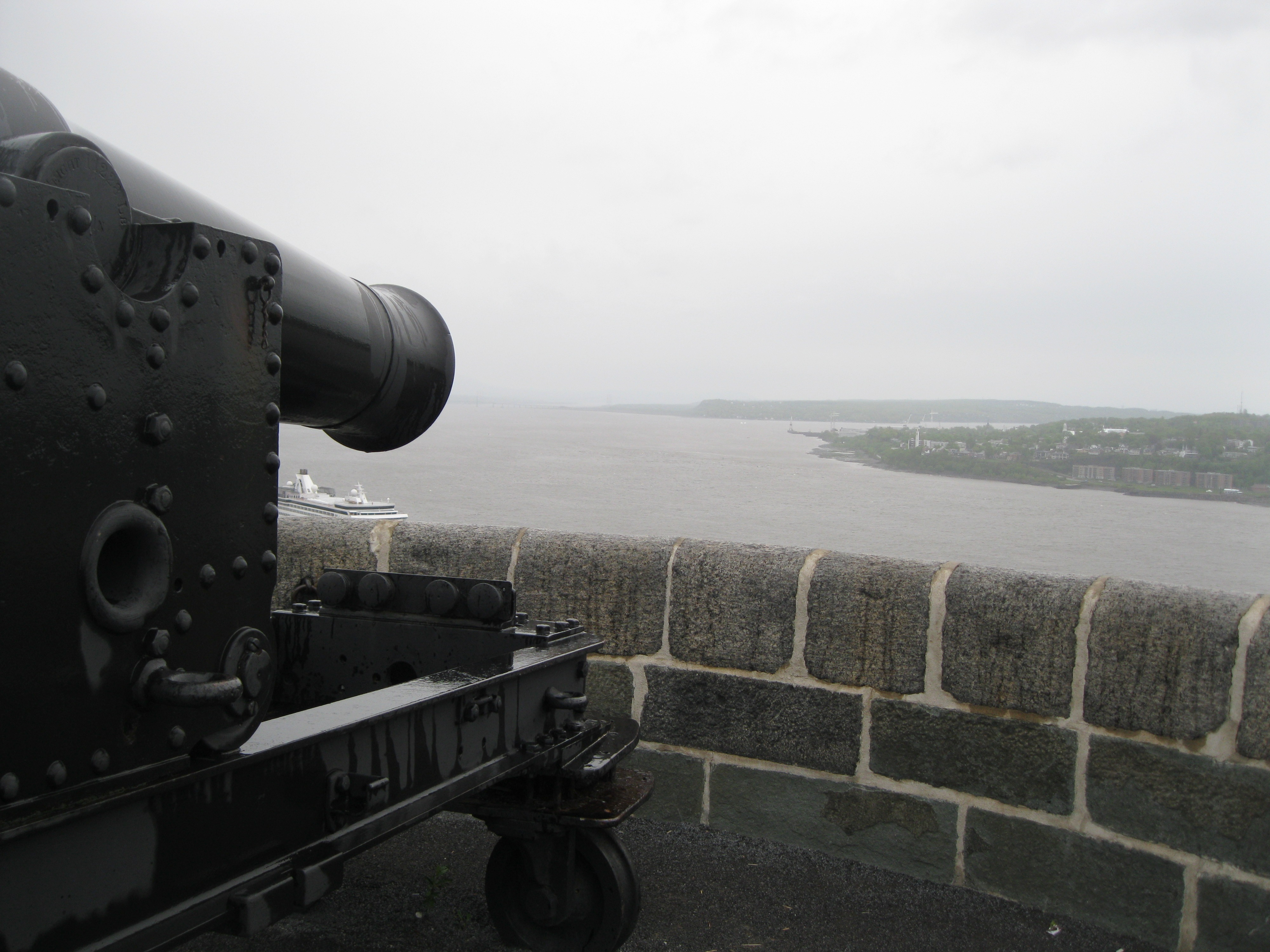
Extrémité est de la Citadelle de Québec

La construction de la citadelle est achevée seulement après la guerre de 1812. Les fortifications en forme d'étoile qui peuvent être vues de nos jours sont construites entre 1820 et 1831 sous la direction du lieutenant-colonel et ingénieur royal britannique Elias Walker Durnford et incorporent une section du mur défensif français de 1745. Celles-ci devaient servir à sécuriser les hauteurs du cap Diamant contre une éventuelle invasion des États-Unis et de refuge aux troupes britanniques.

### 1871: Départ de l'armée britannique
Avec le départ de l'armée britannique en 1871, l'utilité des fortifications de Québec est remise en question. Les portes, étroites, sont vues comme une entrave à la libre circulation des véhicules. Elles sont démolies cette même année.
La préservation de la majorité des fortifications de la ville de Québec est due à l'intervention de Frederick Hamilton-Temple-Blackwood, Lord Dufferin, gouverneur général du Canada de 1872 à 1878. Pour préserver l'ensemble, tout en tenant compte des nouvelles nécessités, il propose de construire de nouvelles portes, spacieuses et enjolivées.

## Administration[5]
Le lieu historique national des Fortifications-de-Québec est géré par l'agence gouvernementale fédérale Parcs Canada et plus particulièrement par l'unité de gestion de Québec. 
Ce lieu historique national comprend plusieurs sites historiques distincts, chacun ayant ses propres raisons de désignation. Dans ce contexte, les lieux historiques nationaux des Fortifications-de-Québec, des Forts-et-Châteaux-Saint-Louis, du Parc-Montmorency et des Forts-de-Lévis ont été regroupés, car ils représentent les quatre sites opérationnels sous la responsabilité de Parcs Canada, liés aux fortifications de Québec. Tous ces sites se trouvent dans l'Arrondissement historique du Vieux-Québec, un site du patrimoine mondial de l'UNESCO, à l'exception du Fort Numéro-Un, situé à Lévis, qui est géré séparément. 

### Description du lieu patrimonial[6]
Le lieu historique national du Canada des Fortifications-de-Québec comprend plusieurs sites associés aux systèmes de défense historiques de la ville de Québec. Ces éléments sont répartis dans la Haute-Ville et la Basse-Ville de Québec, le long de la rive nord du fleuve Saint-Laurent jusqu'à la rivière Montmorency à Beauport. Ce lieu englobe les fortifications principales, ainsi que divers éléments tels que des portes, des postes de garde, des poudrières, des entrepôts, des casernes et des espaces militaires; tous érigés entre 1608 et 1871 dans le cadre du système de défense de la ville. 
La désignation englobe toutes les ressources physiques, bâties, archéologiques et paysagères situées à l'intérieur des périmètres définis et liées au système de défense, y compris des sites tels que la poudrière de l'Esplanade, la redoute Dauphine dans le site patrimonial du Parc-de-l'Artillerie, le Parc de l'Esplanade,, ainsi que les lieux historiques nationaux du Canada de la maison Maillou, du 57-63 rue Saint-Louis, du Cercle-de-la-Garnison-de-Québec, de la Citadelle-de-Québec, du parc-Montmorency et de la promenade des Gouverneurs.

### Autres bâtiments
Certains autres sites patrimoniaux sont liés au lieu historique national du Canada des Fortifications-de-Québec:
- Les Forts de Lévis, de l'autre côté du fleuve;
- Le Cercle-de-la-Garnison-de-Québec (au 97, rue Saint-Louis, près de la porte Saint-Louis);
- Le parc de l'artillerie, où l'on retrouve la Fonderie de l'Arsenal, la redoute Dauphine et le hangar à affûts de canon. I
- Les Casernes Connaught (dans l'enceinte du bastion Saint-Louis) ;
- La Poudrière de l'Esplanade, située près de la porte Saint-Louis et de l'édifice du Parlement ;
- Le Lieu historique national du Canada des Forts-et-Châteaux-Saint-Louis (sous la terrasse Dufferin).

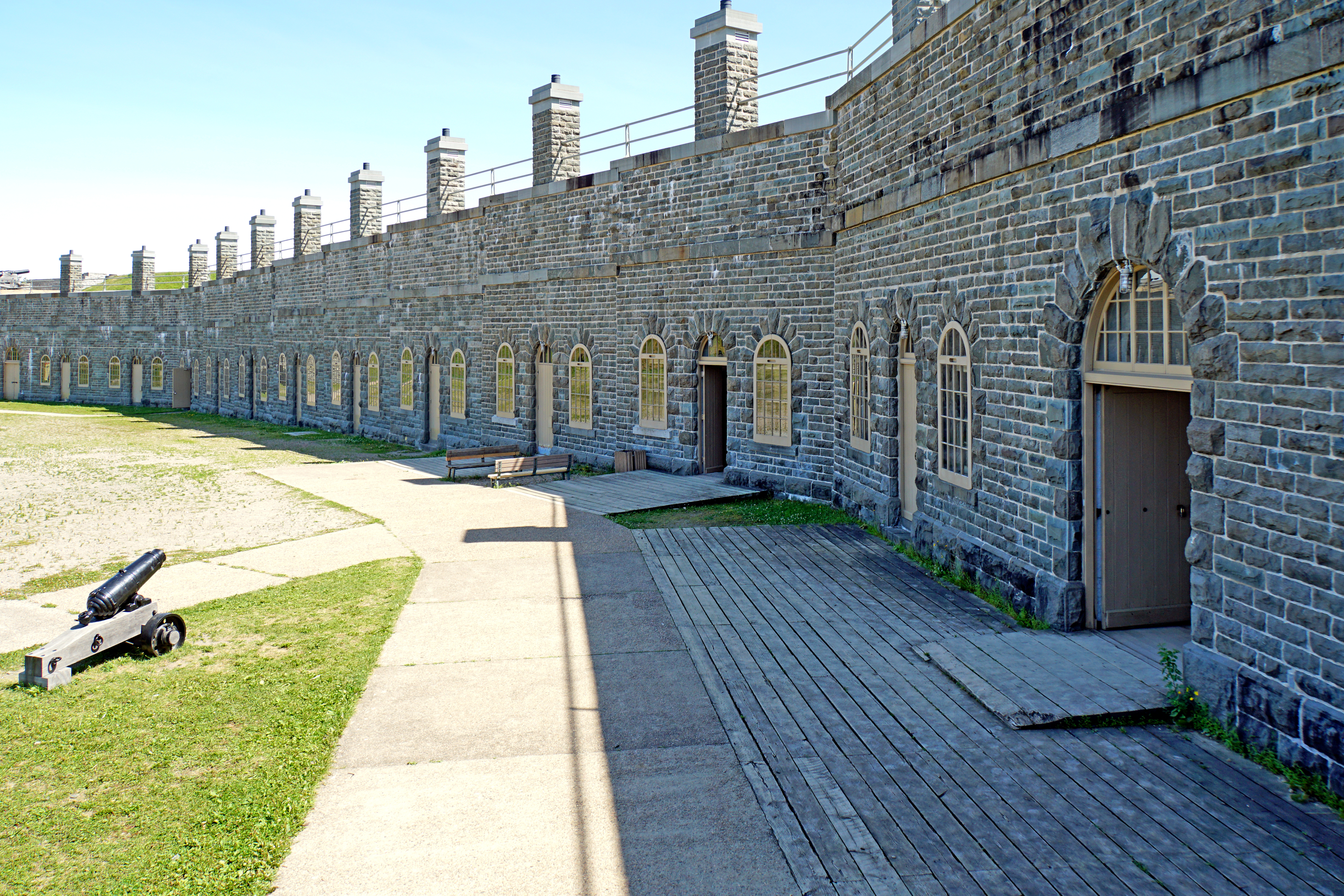
Forts de Lévis
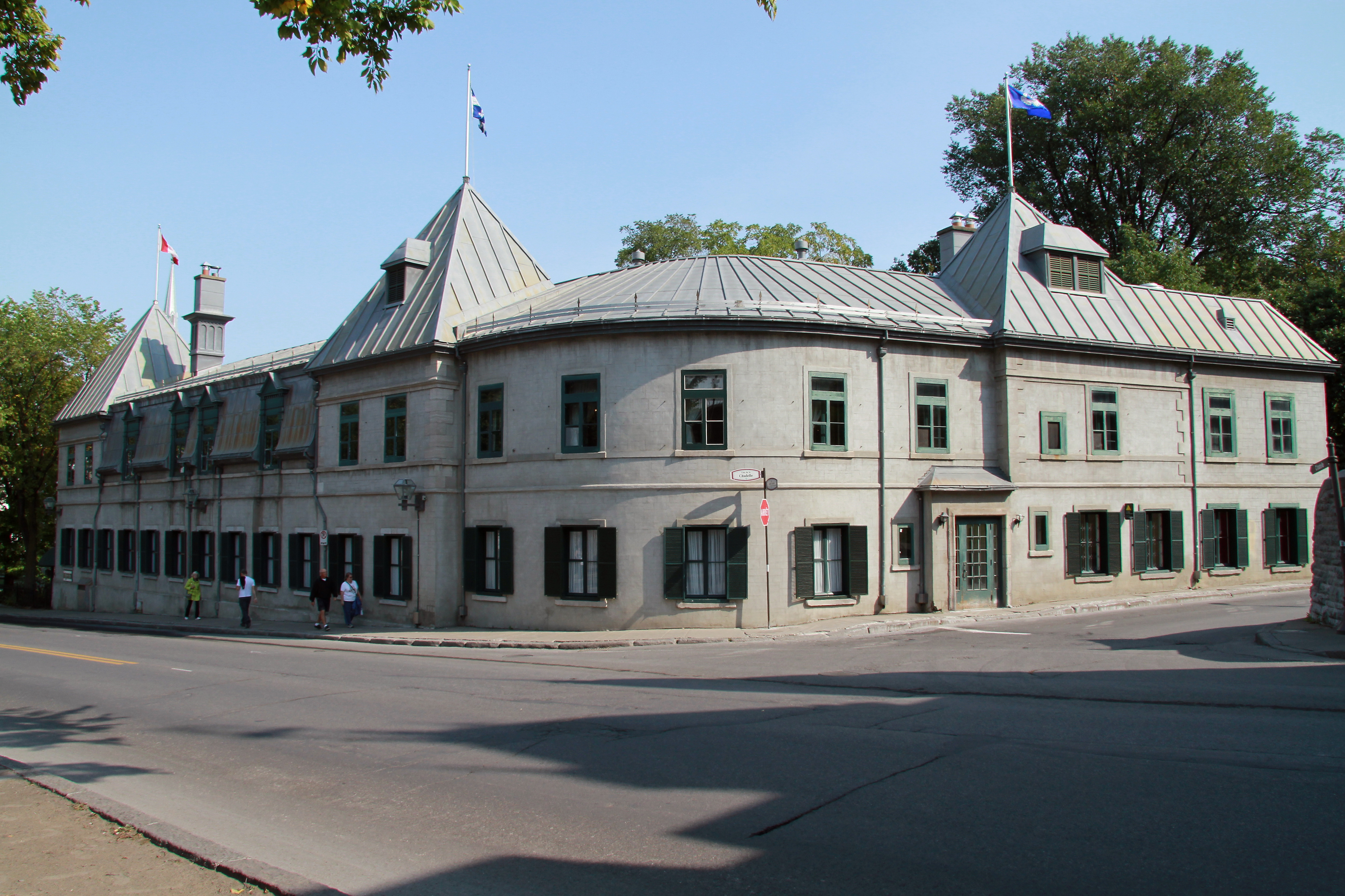
Cercle de la Garnison de Québec
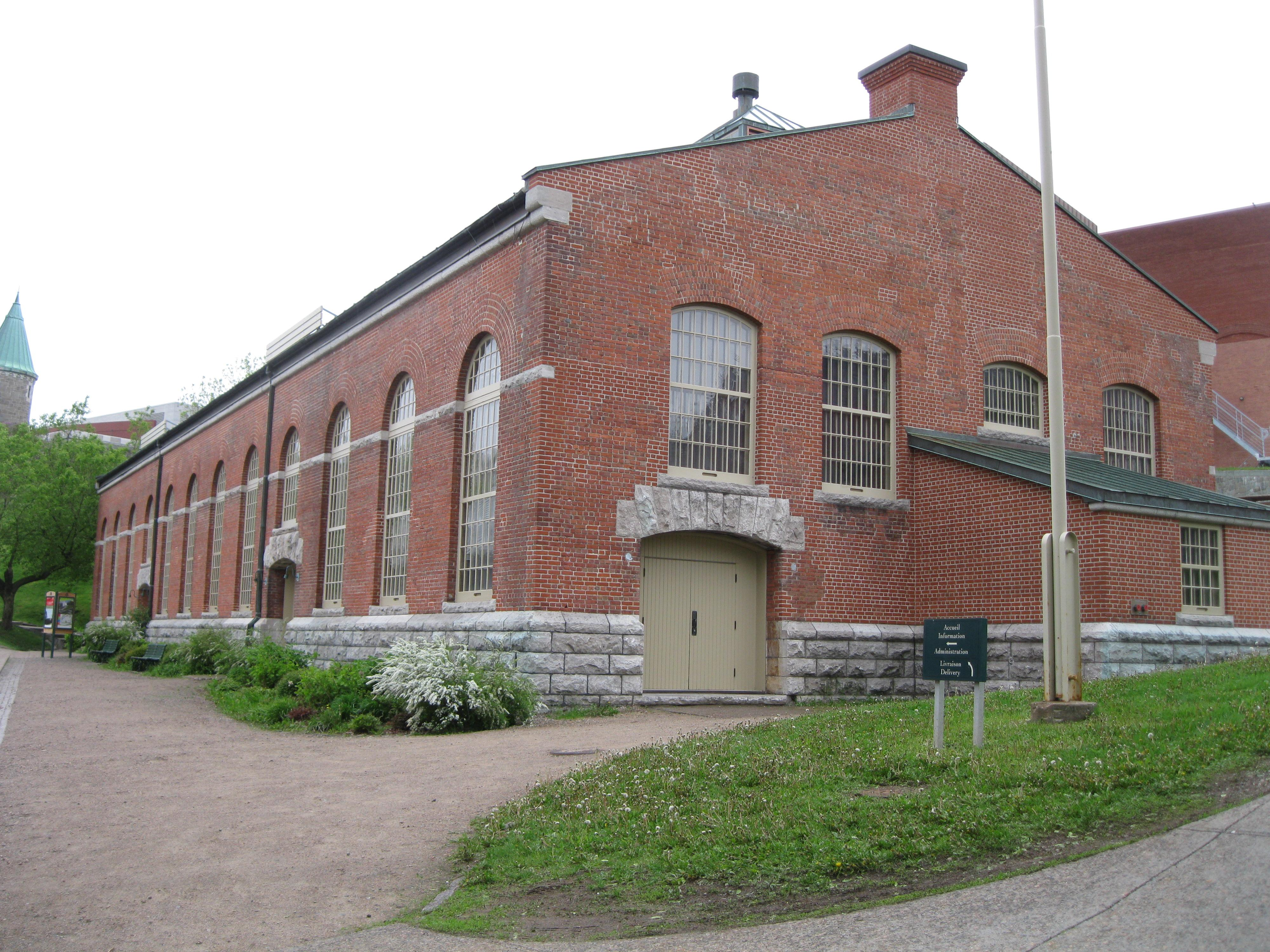
Fonderie de l'Arsenal, parc de l'Artillerie
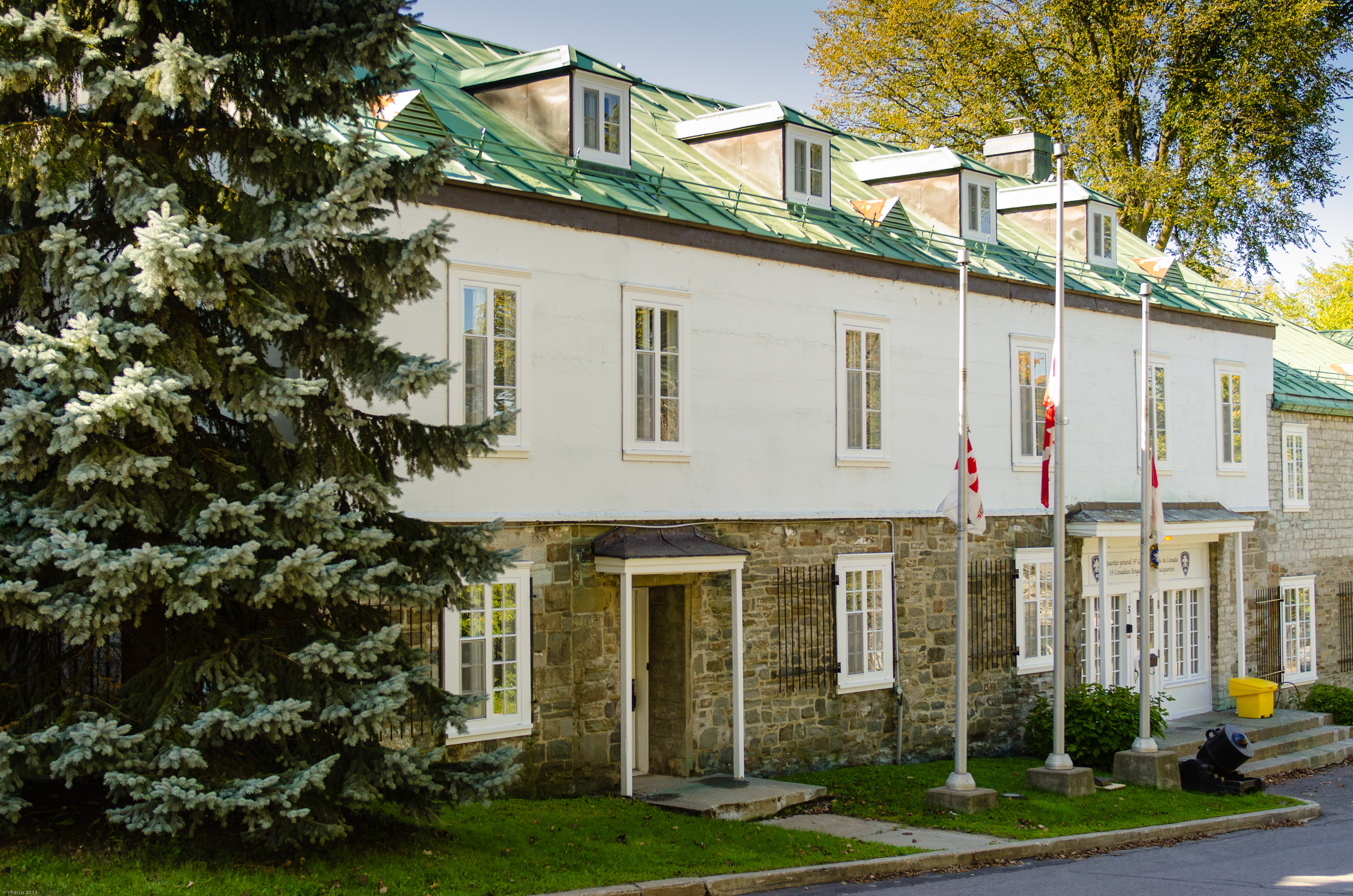
Bâtiment no. 2 des casernes Connaught
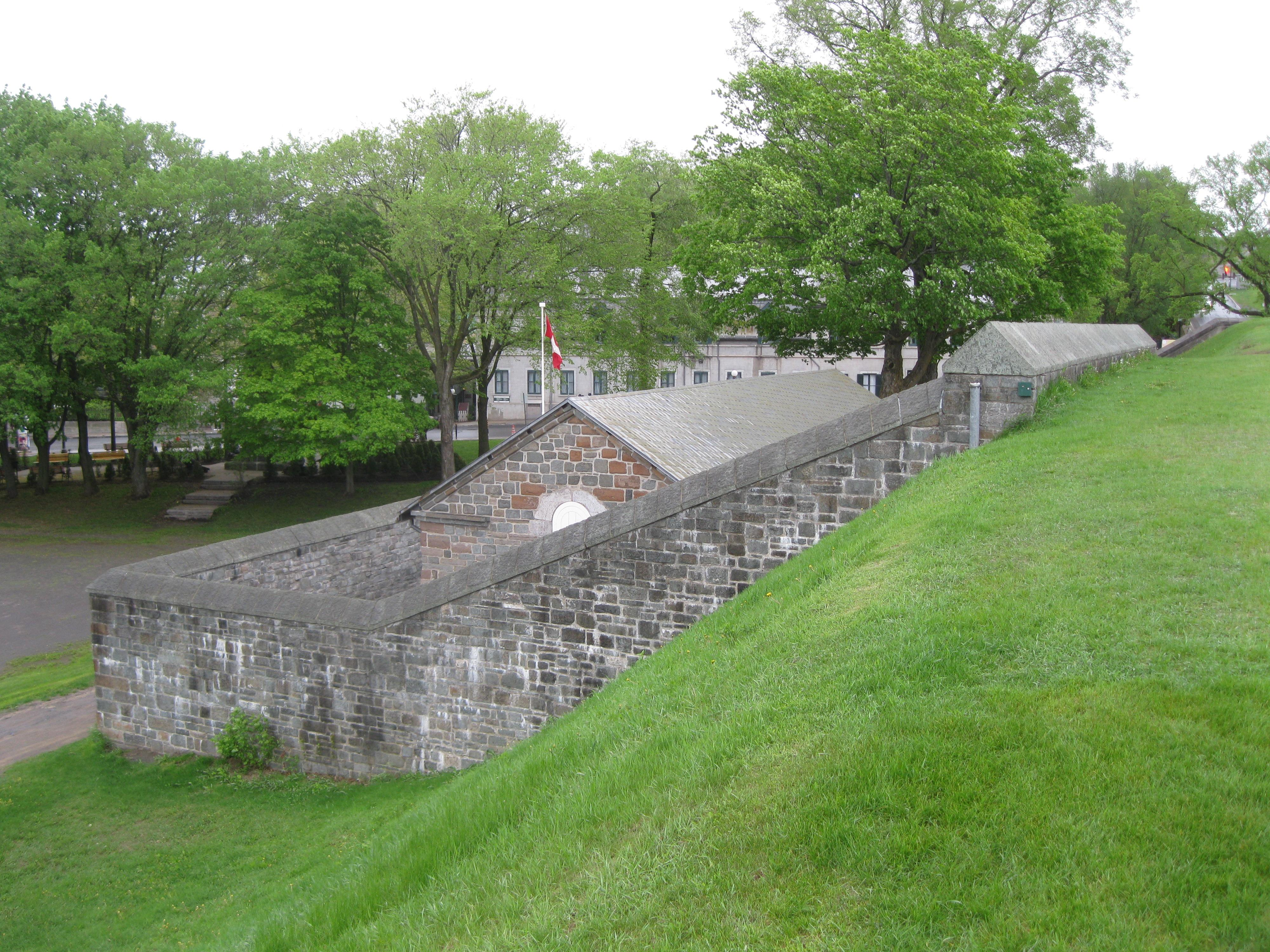
La Poudrière de l'Esplanade

## Hommages
- L'équipe des Remparts de Québec créée en 1969 a été nommée ainsi en l'honneur des fortifications de Québec distinctives de la ville. L'équipe actuelle a repris ce nom.
- La rue des Remparts a été nommée, au 19e siècle, dans la ville de Québec.